# 光明院 (堺市)
光明院（こうみょういん）は、大阪府堺市北区にある高野山真言宗の寺院。境内の地蔵堂に安置される頭守地蔵は頭痛、中風除けとして親しまれている。

## 歴史
寺伝によると、天平元年（729年）、光明皇后の発願により創建され、行基の開基とされる。
南北朝時代末期から室町時代初期にかけて、当寺の僧が熊野詣でを願い出ており、熊野参詣の先達としての役割を果たした。
寛文9年（1669年）、寿宝比丘尼智海により中興。その後、住職には比丘尼が続く。
度重なる天災や兵火に遭い、元禄11年（1698年）、愈寂瑞照が現在の本堂を再建、多くの仏画の修理を手掛けた。
慶応4年（1868年）の神仏分離令により、大鳥神社神宮寺である神鳳寺が廃寺となったため、同じ真言律宗で末寺であった当寺に移転することとなった。
明治5年（1872年）、真言律宗から高野山真言宗に転派したが、それまでに釈迦三尊像や十一面観音立像をはじめ仏像や仏画の大部分が当寺に移されたとされる。

## 境内
- 本堂 - 本尊に金輪仏頂釈迦如来、前仏に河盛家寄進の子安地蔵を安置。
- 地蔵堂 - 神功皇后の建立と伝えられ、頭痛や中風除けで知られる「頭守地蔵」を安置[3]。倒れ伏した姿をしているため「こけ地蔵」とも称される。
- 山門
- 庫裡
- 鎮守山塚古墳[4]

## 文化財

### 堺市指定文化財
- 十一面観音立像 - 平安時代（10世紀頃）[5]（堺市博物館寄託）

## 札所
和泉霊場
10 円通寺　--　11 光明院　--　12 西福寺

## 交通
- 御堂筋線なかもず駅から徒歩17分
- 南海高野線百舌鳥八幡駅から徒歩10分
- 阪和線百舌鳥駅から徒歩15分